# Sébastien Charpentier
Sébastien Charpentier (La Rochefoucauld, 26 de marzo de 1973) es un piloto de motociclismo francés. Fue el primer hombre que ganó el Campeonato Mundial de Supersport en dos años consecutivos, 2005 y 2006.

## Biografía
Hizo su debut en 1996, cuando ganó la Copa Francia Honda CB500. En 1997 participó en el Campeonato Europeo de Supersport, y desde 1998 ha participado en Supersport World Series (que se convirtió en el Campeonato Mundial de Supersporten de 1999) con Honda. Su victoria en el título de 2006 se produjo después de que Kevin Curtain (Yamaha) se estrellara en la carrera final mientras buscaba la corona. Abrió el 2006 con una victoria en Catar y consiguió tres poles consecutivas al principio.
En 2000 participó en las 24 Horas de Le Mans con William Costes y Sébastien Gimbert.
En 2007, una serie de lesiones en algunas carreras hizo que acabara en el 11.º lugar de la general, en marcado contraste con sus victorias en campeonatos en los dos años anteriores. No corrió toda la temporada ni en 2008 ni 2009, pero corrió Le Mans 2009, y fue mentor de jóvenes pilotos de Honda como Gino Rea y Maxime Berger.
Para 2010 regresó a las carreras de World Supersport con Triumph, pero renunció al equipo después de solo una carrera fallida. Luego se unió a Daffix Racing BMW para el Campeonato del Mundo de Resistencia, intercambiando carreras con su compatriota Matthieu Lagrive.

## Resultados

### Campeonato Mundial de Supersport

#### Carreras por año
(Carreras en negrita indica pole position, carreras en cursiva indica vuelta rápida)
| Año  | Equipo | 1       | 2       | 3       | 4       | 5       | 6       | 7       | 8      | 9       | 10      | 11      | 12      | 13      | Pts. | Pos. |
| ---- | ------ | ------- | ------- | ------- | ------- | ------- | ------- | ------- | ------ | ------- | ------- | ------- | ------- | ------- | ---- | ---- |
| 1998 | Honda  | GBR 19  | ITA DNQ | SPA Ret | GER 1   | SMR Ret | RSA Ret | USA 16  | EUR 14 | AUT Ret | NED Ret |         |         |         | 27   | 13.º |
| 1999 | Honda  | RSA -   | GBR 24  | SPA 23  | ITA DNQ | GER 16  | SMR Ret | USA Ret | EUR 9  | AUT 10  | NED 14  | GER 11  |         |         | 20   | 19.º |
| 2000 | Honda  | AUS Ret | JPN Ret | GBR 16  | ITA Ret | GER 25  | SPA 23  | SMR Ret | SPA 16 | EUR Ret | NED 16  | GER Ret | GBR Ret |         | 0    | -    |
| 2002 | Honda  | SPA -   | AUS -   | RSA -   | JPN -   | ITA 15  | GBR 16  | GER DNQ | SMR 22 | EUR 14  | GER 13  | NED Ret | ITA -   |         | 6    | 28.º |
| 2003 | Honda  | SPA -   | AUS -   | JPN 19  | ITA 6   | GER 9   | GBR 18  | SMR 12  | GBR 3  | NED 5   | ITA 5   | FRA 4   |         |         | 72   | 7.º  |
| 2004 | Honda  | SPA DSQ | AUS 5   | SMR Ret | ITA 4   | GER 3   | GBR 8   | GBR 2   | NED 2  | ITA 3   | FRA 3   |         |         |         | 120  | 4.º  |
| 2005 | Honda  | QAT 2   | AUS 1   | SPA 1   | ITA 2   | EUR 1   | SMR 1   | CZE 1   | GBR 1  | NED 2   | GER Ret | ITA -   | FRA -   |         | 210  | 1.º  |
| 2006 | Honda  | QAT 1   | AUS 1   | ESP 1   | ITA 3   | EUR 1   | RSM -   | CZE 11  | GBR 6  | NED 4   | ALE Ret | IMO 1   | FRA 1   |         | 194  | 1.º  |
| 2007 | Honda  | QAT Ret | AUS 4   | EUR -   | ESP -   | NED 6   | MON Ret | GBR Ret | RSM 10 | CZE 8   | GBR DSQ | ALE 9   | ITA 9   | FRA Ret | 51   | 11.º |
| 2010 | Honda  | AUS 13  | POR -   | SPA -   | NED -   | ITA -   | GER -   | SMR -   | CZE -  | GBR -   | EUR -   | ITA -   | FRA -   |         | 9    | 28.º |